# Metaphalangium spiniferum
Metaphalangium spiniferum is een hooiwagen uit de familie echte hooiwagens (Phalangiidae).